# Société philharmonique de Vienne

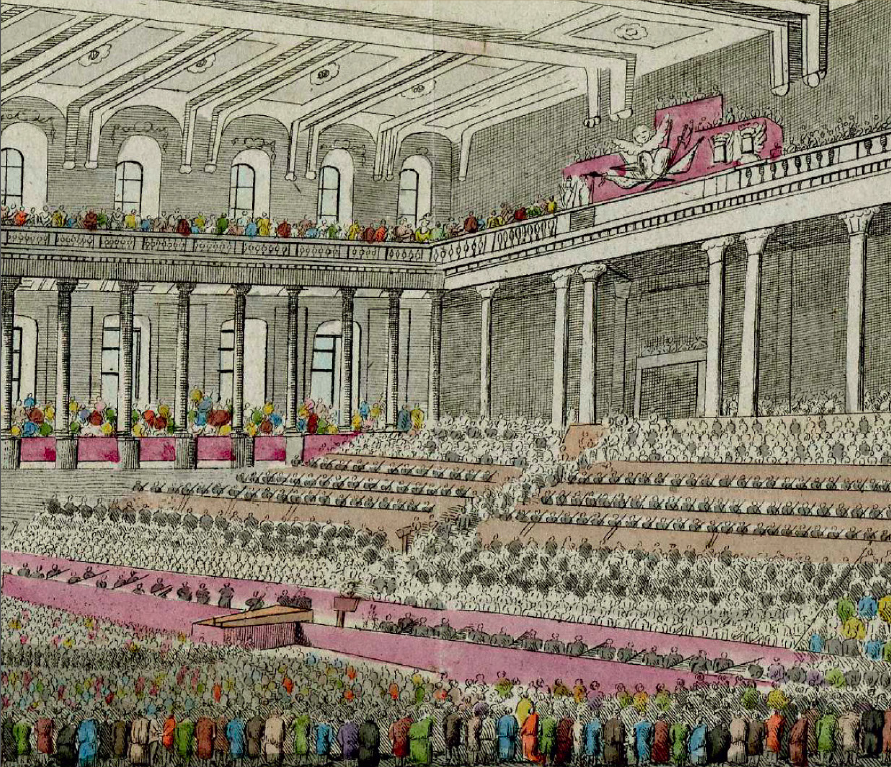
Premier Concert 1812 Alexander's Feast

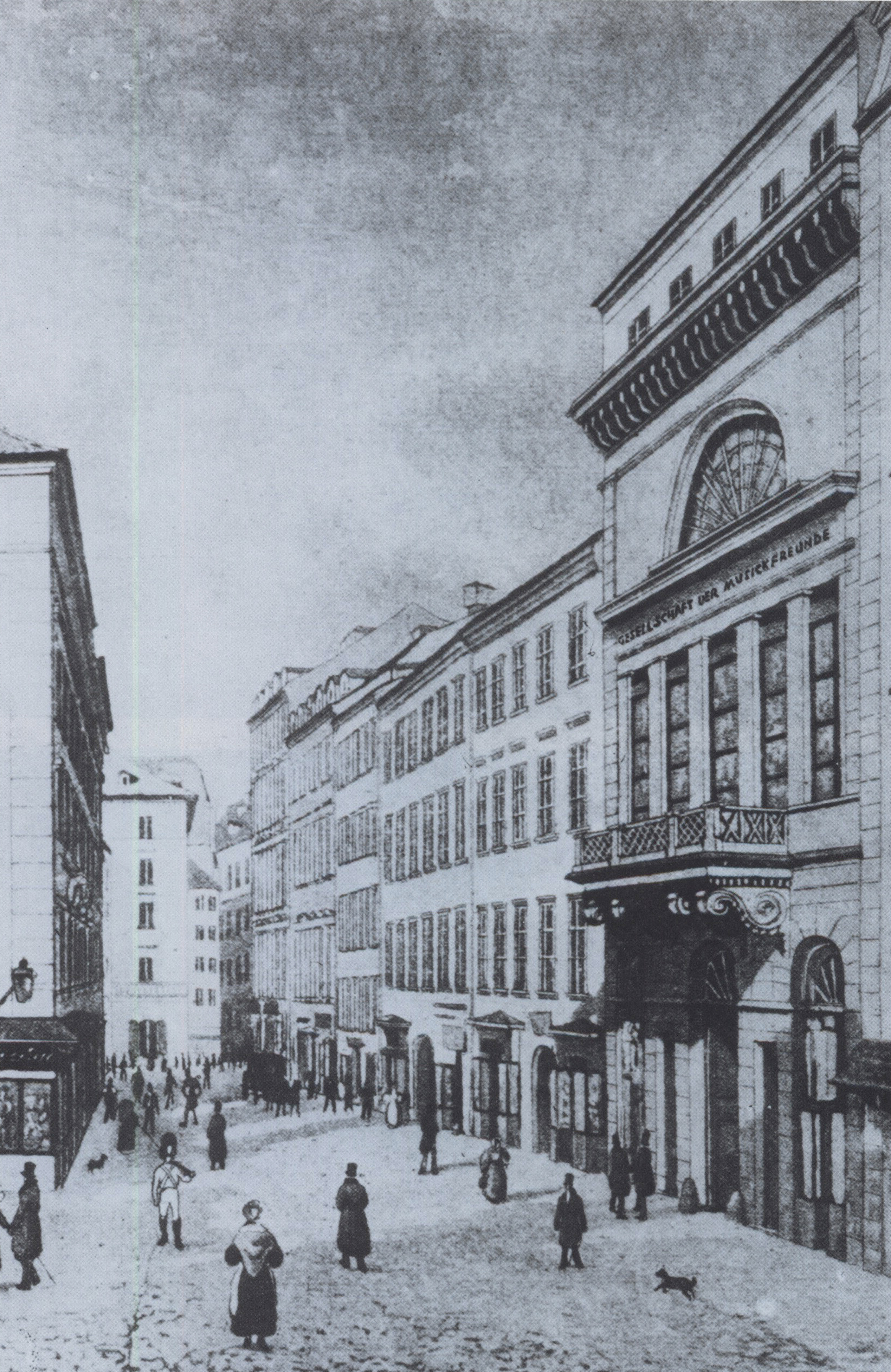
Le bâtiment du Musikverein (1831-1870) dans la Tuchlauben (Haus zum Roten Igel)

La Société philharmonique de Vienne (Gesellschaft der Musikfreunde in Wien, en abrégé : Wiener Musikverein, mot à mot « Société des amis de la musique de Vienne ») est une association de mélomanes à Vienne (Autriche) pour la promotion de la culture musicale. Elle fut créée en 1812.

## Histoire
Le 29 novembre 1812 et le 3 décembre 1812, l'oratorio Timotheus de Haendel fut joué dans le manège d'hiver de l'École d'équitation de Vienne à la Hofburg. Cette présentation est considérée comme l'acte fondateur des Amis de la musique de Vienne. Le fondateur de l'association fut Joseph Sonnleithner qui était alors secrétaire du théâtre de la cour à Vienne. Les recettes des deux concerts devaient profiter à la nouvelle institution. L'empereur François Ier dota l'association de 1 000 florins et le bénéfice net s'éleva à 25 934 florins.

## Objectifs
D'après les statuts établis en 1814, il a été acté que le but principal est le développement de la musique dans tous ses aspects.
Cet objectif est poursuivi de trois façons :
- Organiser des concerts
- Créer un conservatoire de la musique
- Organiser la collecte systématique de documents musicologiques (archives)

## Concerts

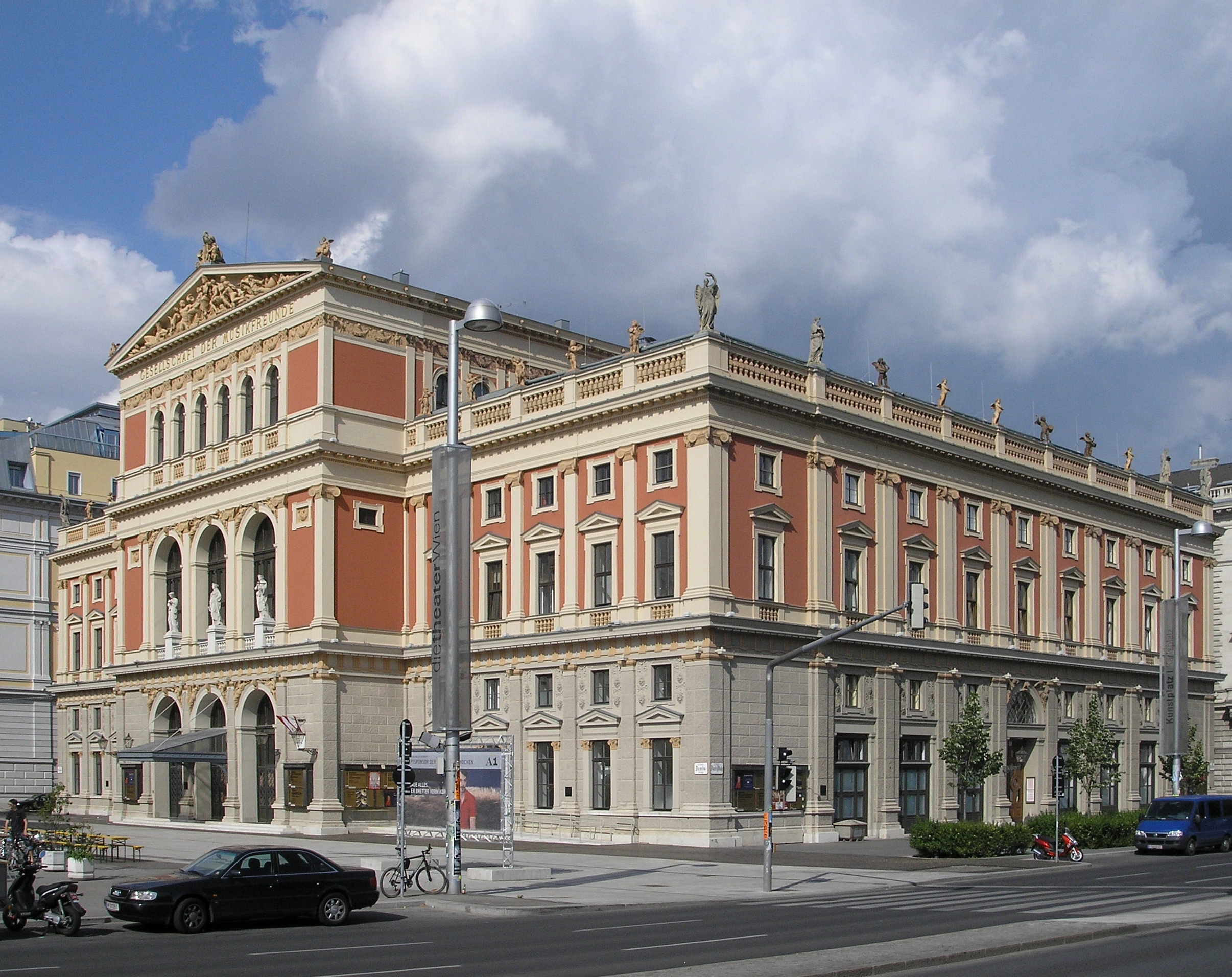
Salle de la Société philharmonique de Vienne inaugurée en 1870 (2006)

En 1863, l'empereur François-Joseph Ier offrit un terrain en face de l'église Saint-Charles. La salle, dessinée par Theophil Hansen, et qui est appelée Wiener Musikverein, a été inaugurée le 6 janvier 1870 lors d'un concert solennel d'ouverture. C'est dans cette même salle qu'est donné chaque année le Concert du Nouvel An à Vienne.

## Personnalités

### Fondateur
- Autriche Joseph Sonnleithner

### Cofondateurs
- Autriche Fanny von Arnstein (1758–1818)
- Autriche Franz Joseph Maximilian von Lobkowitz (1772–1816), Général, amateur d'Art et mécène.

### Membres célèbres
- Autriche Leopold von Sonnleithner (1797–1873), avocat et mélomane ;
- Autriche Jan Václav Voříšek (1791–1825), compositeur, pianiste et organiste, membre à partir de 1818 ;
- Autriche Franz Schubert (1797–1828), membre effectif à partir du 12 juin 1827 ;
- Autriche Wilhelm Gericke (1845-1925), membre honoraire de 1884 à 1889.

### Chefs d'orchestre

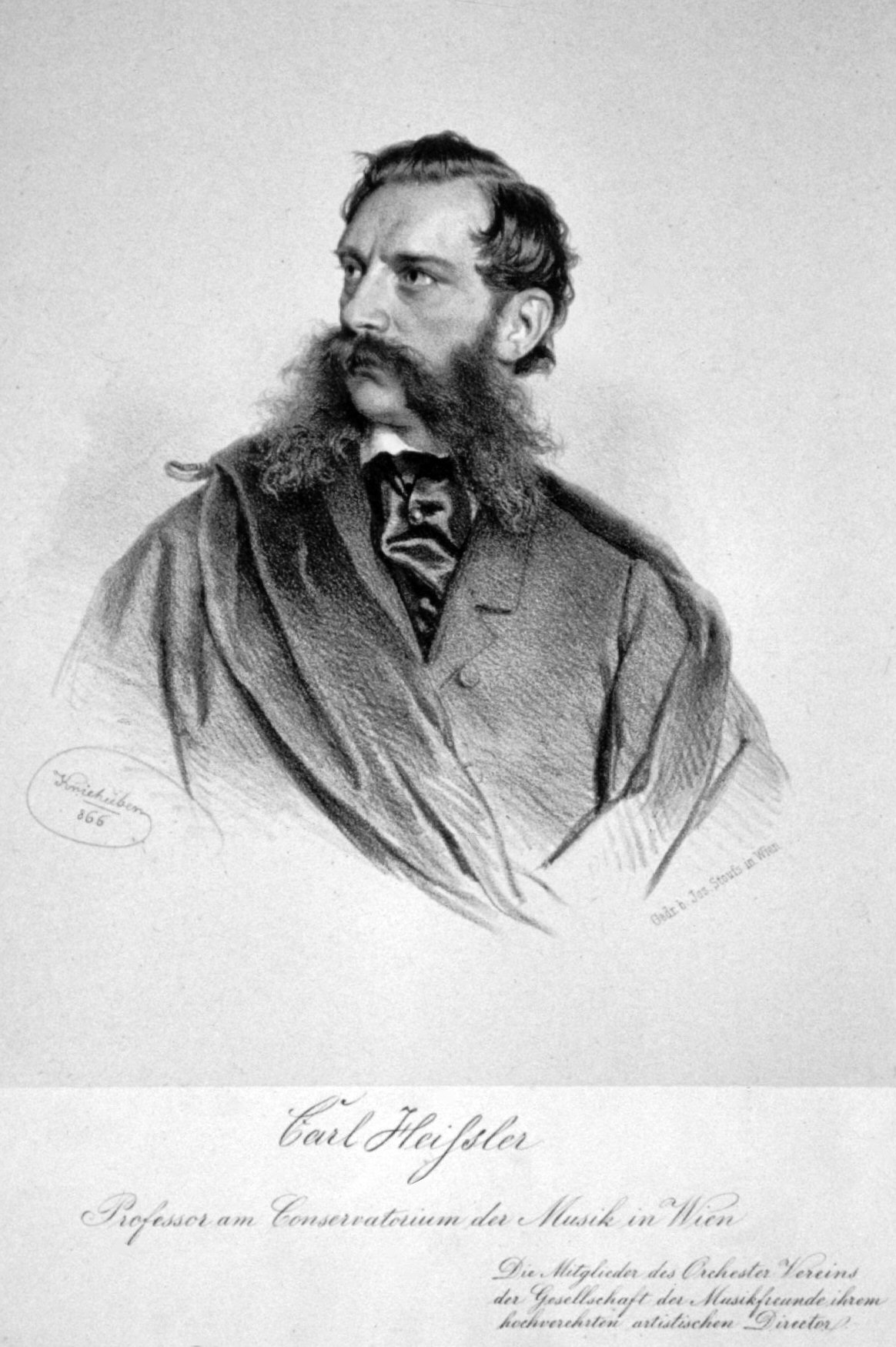
Carl Heissler
Professeur au Conservatoire de Musique de Vienne.
Les Membres de la Société philharmonique de Vienne à son prestigieux Directeur artistique.
Lithographie de Josef Kriehuber, 1866

- Autriche Carl Heissler (1823-1878), directeur artistique 1870-1871
- Russie Anton Rubinstein, directeur artistique 1871–1872
- Allemagne Johannes Brahms (1833–1897), chef d'orchestre 1872–1875
- Autriche Eduard Schön (1825–1879), chef d'orchestre en 1870
- Autriche Johann von Herbeck (1831–1877), chef d'orchestre
- Autriche Hans Richter (1843–1916), chef d'orchestre jusqu'en 1900
- Autriche Franz Schalk (1863–1931), chef d'orchestre 1904–1921
- Autriche Ferdinand Löwe (1865–1925), chef d'orchestre
- Allemagne Wilhelm Furtwängler (1886–1954), chef d'orchestre 1921–1927 (avec Leopold Reichwein)
- Autriche Leopold Reichwein (1878–1945), chef d'orchestre 1921–1927 (avec Wilhelm Furtwängler)
- Allemagne Robert Heger (1886–1978), chef d'orchestre 1925-1933
- Grde Bret.Walter Legge (1906–1979), chef d'orchestre à partir de 1946
- Autriche Herbert von Karajan (1908–1989), dernier chef d'orchestre 1948-1964

Après cette date, les chefs d'orchestre sont des chefs invités.